# Libbiano (Pomarance)
Libbiano è una frazione del comune italiano di Pomarance, nella provincia di Pisa, in Toscana.
Nel corso del Novecento la frazione ha subito un evidente calo demografico e al censimento del 2011 si contavano 17 residenti.

## Geografia fisica
Il borgo è situato sulle Colline metallifere in mezzo alla Riserva naturale di Monterufoli-Caselli.

## Clima
Dati: Servizio Idrologico Regionale
| Libbiano           | Gen  | Feb  | Mar  | Apr  | Mag  | Giu  | Lug  | Ago  | Set  | Ott  | Nov  | Dic  |
| ------------------ | ---- | ---- | ---- | ---- | ---- | ---- | ---- | ---- | ---- | ---- | ---- | ---- |
| T. max. media (°C) | 10,8 | 11,7 | 14,6 | 17,9 | 21,4 | 25,0 | 28,3 | 28,7 | 25,5 | 20,3 | 15,0 | 11,6 |
| T. min. media (°C) | 4,4  | 4,7  | 7,1  | 10,3 | 13,9 | 17,2 | 20,0 | 20,1 | 17,2 | 12,9 | 8,3  | 5,1  |

## Monumenti e luoghi d'interesse
A Libbiano sono presenti due chiese di ridotte dimensioni, in funzione solo la chiesa dei Santi Simone e Giuda, ed un cimitero.

## Cultura

### Eventi
Di recente, nella frazione ha luogo, la seconda domenica di agosto, un evento gastronomico denominato Cena Itinerante, giunto nel 2015 alla sua quindicesima edizione, che attira fino ad un migliaio di avventori.